# Zimbabwe
Zimbabwe, plným názvem Zimbabwská republika, je vnitrozemský stát na jihovýchodě Afriky. Sousedí na severozápadě se Zambií, na východě s Mosambikem, na jihu s Jihoafrickou republikou a na jihozápadě s Botswanou.
V koloniální minulosti byla tato země nazývána Jižní Rhodesie, nebo také Republika Rhodesie či Zimbabwe Rhodesie. Do roku 1963 začleněna ve federaci Rhodesie a Ňaska, společně se Severní Rhodesií (dnešní Zambie) a Ňaskem (dnešní Malawi). Jméno Zimbabwe pochází od předků většinového etnika Šona, z původního slova „Ziimba Remambve“, v překladu znamená „skalnatý dům“, anebo „Dzimba Woye“, což v překladu znamená „uctívaný dům“. 18. dubna 1980 se místní obyvatelé dočkali nezávislosti na Spojeném království. Na území o rozloze 390 757 km² žije 15,17 milionu obyvatel. Hlavním městem je Harare.

## Dějiny

### Formální vývoj
Stát, který se dnes nazývá Zimbabwe, během 20. století prošel složitým formálním vývojem.
- V roce 1890 se do této oblasti vydala tzv. pionýrská kolona ozbrojená střelnými zbraněmi. Vznik a aktivity této kolony byly řízeny Britskou Jihoafrickou společností. Po těžké porážce černošského náčelníka Lobenguly a následném vytlačení černošského obyvatelstva začala společnost území okupovat pod názvem Mašonsko a Matabelsko.
- Od roku 1889 do roku 1923 získala společnost oficiální koncesi na správu tohoto území, které při této příležitosti bylo přejmenováno na Rhodesii.
- V roce 1923 Britská Jihoafrická společnost zkrachovala a její území přišlo pod přímou správu Spojeného království. Spojené království rozdělilo území na dvě části: Protektorát Severní Rhodesie a Samosprávnou kolonii Jižní Rhodesie, která je územně ekvivalentní dnešnímu Zimbabwe.
- V roce 1953 se vláda Spojeného království rozhodla Protektorát Severní Rhodesie, Protektorát Ňasko a Samosprávnou kolonii Jižní Rhodesie spojit do jednoho správního celku, který se začal nazývat Federace Rhodesie a Ňaska.
- V roce 1963 byla tato federace rozpuštěna a Samosprávná kolonie Jižní Rhodesie byla obnovena.
- V roce 1965 bílá minorita v Jižní Rhodesii jednostranně vyhlásila nezávislost na Británii. Nový nezávislý stát byl pojmenován Rhodesie. Tento stát nebyl nikým uznán a oficiálně byl vzbouřenou britskou kolonií.
- V roce 1979 byla změnou ústavy Rhodesie přejmenována na Republiku Zimbabwe Rhodesie.
- Tentýž rok byla ústava změněna znovu. Tato ústava uznala britskou suverenitu nad zimbabwsko-rhodeským územím a oblast se dobrovolně znovu stala britskou kolonií pod staronovým názvem Samosprávná kolonie Jižní Rhodesie.
- V roce 1980 oficiálně udělilo Spojené království kolonii Jižní Rhodesie samostatnost. Tento stát byl všemi uznán, a to pod názvem Zimbabwe.

### Raná historie

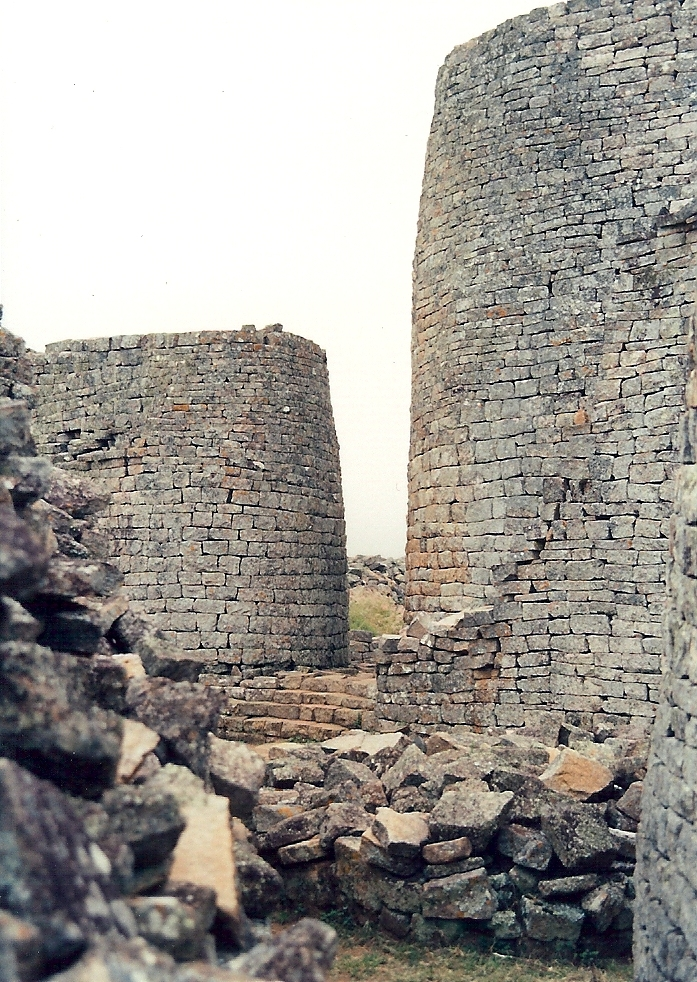
pozůstatky Velkého Zimbabwe

Archeologické vykopávky potvrdily, že tato místa byla osídlena už ve 3. století n. l., kdy sem přicházely první bantuské kmeny. Byli to zemědělci, pěstující proso a čirok, chovající kozy a ovce. Byly u nich známy i umělecké předměty, vytvářené z různých přírodních materiálů, například mušlí. V 5. století migrovali do těchto míst i kmeny Wakarangů. Přibližně od roku 1000 se zde začínala rozvíjet kultura Leopardí Kopje (tzv. Nthabazingwe). Mezi lety 1250–1400 se zde rozrostla první stabilnější říše, tzv. Velké Zimbabwe, jež vzniklo ze soupeření klanů o hranice pastvin. Tato říše je známa kamennými stavbami, které v té době i po ní neměly v těchto místech obdoby, neboť tradičním stavebním materiálem bylo dřevo a hlína. Pravděpodobně přímo na Velké Zimbabwe navázala říše Munhumutapa, (také Monomotapa, ale i Mwanamutapa), v té době největší v celé Jižní Africe. Rozkládala se kolem řeky Zambezi, tam, kde leží dnešní Zimbabwe a Mosambik. Tato říše prosperovala z obchodu se zlatem, otroky a slonovinou, které dodávala obchodníkům na pobřeží Indického oceánu. Na konci 17. století skončila pod nájezdy Mašonů.
Roku 1986 se památky a stavby Velkého Zimbabwe staly součástí světového dědictví UNESCO.

### Koloniální éra

#### Matabele
V oblasti se už od 16. století objevoval obchod autochtonních Šonů s Portugalci. Státy Šonů zanikly ve 30. letech 19. století pod nájezdy Ndebelů (Zulští Matabelové), vedených náčelníkem Mzilikazim. Ti zde založili stát Matabele. V roce 1867 byla v oblasti objevena nová naleziště zlata, což vyvolalo evropskou kolonizaci. Portugalci měli zájem zde rozvíjet svůj plán tzv. Růžové mapy: (spojení Mosambiku s na západě se nacházející Angolou). Podobný úmysl měli i Němci, rozdíl byl pouze v tom, že se snažili spojit Namibii a Tanzanii. Do oblasti se tlačili i Búrové. Tyto expanzivní zájmy nakonec překazila Británie a v roce 1889 zde vznikla Britská Jihoafrická společnost pod vedením Cecila Rhodese. V roce 1893 a 1896 proběhla povstání Matabelů, v letech 1896 a 1897 povstání Mašonů. Všechna povstání byla Brity brutálně potlačena.

#### Rhodesie

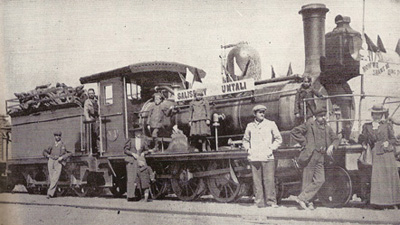
Otevření železnice do Umtali v roce 1899

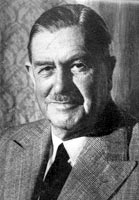
Sir Godfrey Martin Huggins, premiér Jižní Rhodesie a federace Rhodesie a Ňasko (1933–1956)

V roce 1895 byla území Mašonů (Mašonsko) a území Matabelů spojena Brity v jedno a vznikl celek Rhodesie. V roce 1923 platnost smlouvy Britské jihoafrické společnosti končila a protože v referendu z roku 1922 byla účastníky odmítnuta možnost připojit se k Jihoafrické unii, území převzala Británie a 1. října vytvořila samosprávnou kolonii Jižní Rhodesie. 1. srpna 1953 se britské državy Jižní Rhodésie, Severní Rhodésie a Ňasko spojily ve federační celek Rhodesie a Ňasko. Tento útvar vydržel jen deset let a poté, co Ňasko i Severní Rhodesie v roce 1963 odstoupily, se federace zhroutila. Dvě hlavní byly ZANU a ZAPU. ZAPU – (Zimbabwská unie afrického lidu) byla podporována Ndebely, kterou v té době vedl Joshua Nkomo. ZANU – (Zimbabwská africká národní unie) vedena Ndabaningi Stiholem, později Robertem Mugabe podporovali Mašoni. V roce 1964 se vůdce Rhodéské fronty (tzv. strany evropských usedlíků) Ian Douglas Smith stal ministerským předsedou a 11. listopadu 1965 rozhodl pro vyhlášení nezávislosti Rhodésie, kterou uznalo i materiálně podporovalo jen pár států, například JAR. Ian Douglas Smith vedl republiku rasistickými způsoby, za což byl OSN sankcionován. V roce 1975 rozhodl Mezinárodní olympijský výbor o zrušení olympijského výboru Rhodesie a zamítl mu tak možnost reprezentovat se na XXI. olympijských hrách v Montrealu.
Paradoxem je, že evropských obyvatel žilo v zemi oproti domorodcům minimum. Proti způsobu vlády se obě černošské strany spojily a vedly guerillu proti režimu, která je známá pod anglickým názvem Rhodesia Bush War Roku 1976 vzbouřenci utvořili koalici tzv. Vlasteneckou frontu Zimbabwe. Tlak na vládu Iana Smithe jak ze strany znepřátelených domorodců, tak i ze strany OSN vedl k pokusům svrhnout nenáviděnou vládu. První pokus v březnu 1978 – dohoda mezi Smithovou vládou a třemi africkými stranami o tzv. vnitřním urovnání – nevyšel. 1. června 1979 byla polovina poslaneckých mandátů předána kolaborujícím africkým předákům a byl zvolen černošský premiér, země potom dostala název Zimbabwe-Rhodesie. Tento stav nebyl uznán Británií a ani u africké většiny v Zimbabwe neměl úspěch. Nakonec se po konferencích v Londýně Zimbabwe dočkala nezávislosti 18. dubna 1980.

### Nezávislá Zimbabwe

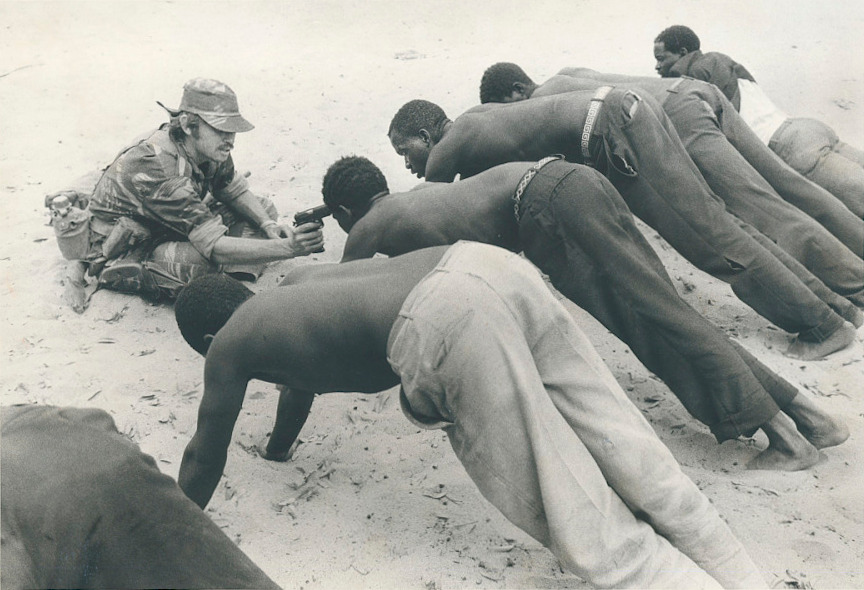
Bílý voják vyslýchá vesničany v Rhodesii ohledně povstaleckých aktivit na konci roku 1977.

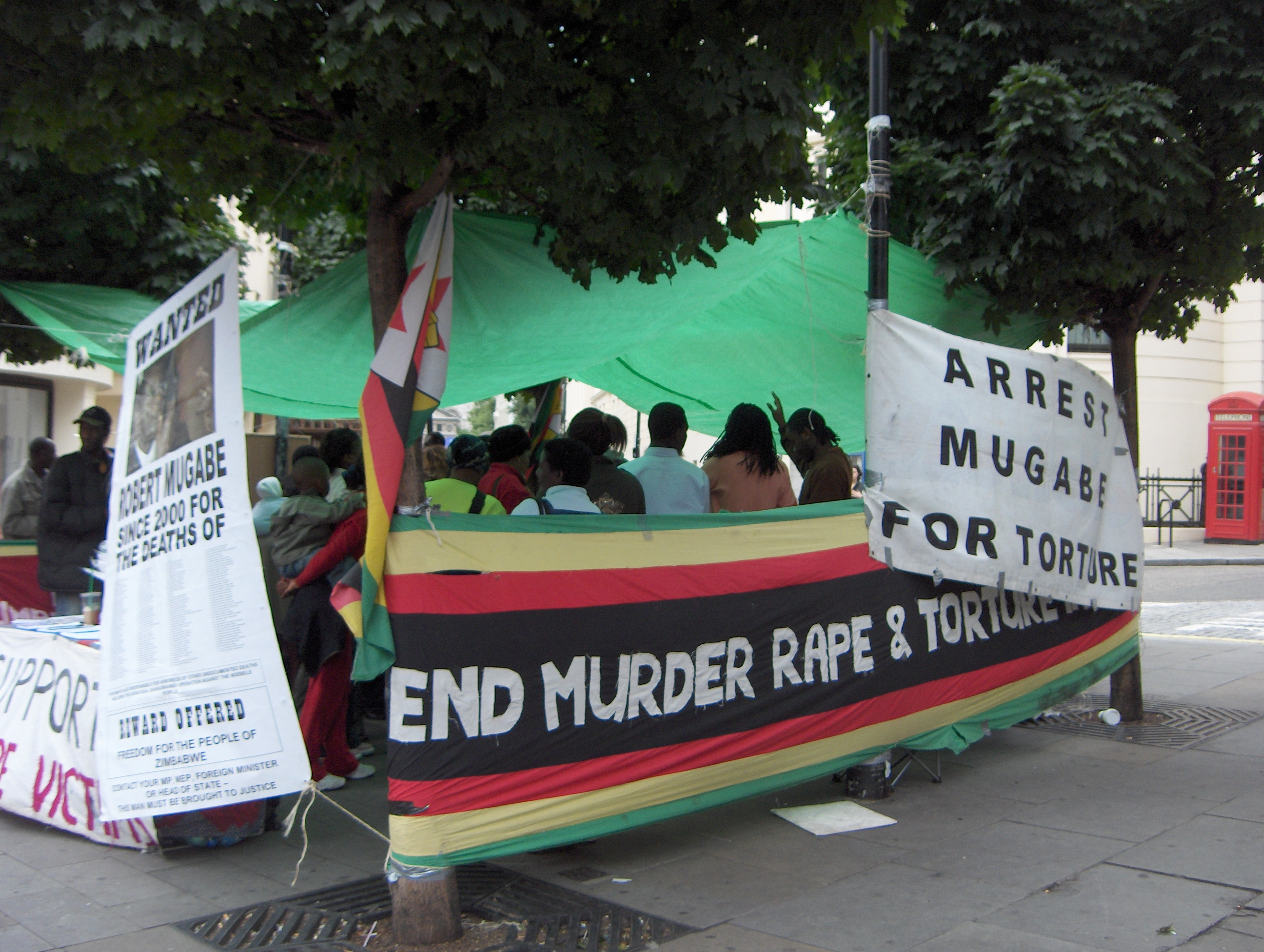
Odpůrci presidenta Mugabeho před ambasádou Zimbabwe v Londýně

Po nezávislosti se prezidentem stal Canaan Sodindo Banana. Robert Mugabe byl v té době premiérem, po roce 1980 vládla vlastenecká fronta. Tato koaliční vláda vydržela jen do roku 1982, kdy se přišlo na plánovaný převrat, vedený Joshua Nkomem. Nkomo posléze musel odejít z vlády. Od roku 1983 až 1987 trvaly pogromy na minoritní Ndebele. V roce 1987 se v nově zřízeném prezidentském systému stal prezidentem Robert Mugabe, jehož diktatura trvala až do roku 2017. K jeho hegemonii dopomohl i fakt, že Nkomo a Mugabe se dohodli na spojení svých stran. V roce 1990 se tak Nkomo mohl stát Mugabeho a zimbabwským viceprezidentem. Mugabeho reformy a diktatura dostaly zemi do hluboké ekonomické krize. Přerozdělováním půdy, kdysi ve vlastnictví bílých statkářů do rukou domorodých obyvatel, hlavně bývalých vojáků, si Mugabe získal obrovskou podporu. Tyto reformy měly za následek velikou neefektivitu zemědělství a nízkou produkci, což vyvolalo poptávku po základním zboží.
Zimbabwe trpěla hyperinflací, podle údajů z června 2008 byla roční inflace 11,2 milionů procent ročně, což byla největší inflace na světě. V listopadu už to byly triliardy procent. Zimbabwe poté devalvovalo hodnotu své měny desetmiliardkrát a na začátku roku 2009 nakonec měnu zrušilo. Tato fakta se odrážela na každodenním životě, neboť po nedostatku produkce a importu chyběly i ty nejzákladnější komodity. Podle údajů z roku 2011 byla Zimbabwe druhá nejchudší země světa po Demokratické republice Kongu. Nezaměstnanost dosahovala oficiálně kolem 70 %, běžně se však operovalo s čísly přesahujícími 90 %. Podle zdrojů Mezinárodního měnového fondu přesahuje státní dluh Zimbabwe 70 % HDP, podle zdrojů CIA tvoří asi 230 % HDP a byl tak řazen na první místo na světě.
Prezidentské volby se konaly 29. března 2008 a situace před jejich konáním byla komplikovaná. Proti Mugabemu se voleb zúčastnila opoziční MDC (Movement for Democratic Change), vedená Morganem Tsvangiraiem. Volby byly zfalšovány. Ve věznicích byli například vězni nuceni odevzdat své hlasy Mugabemu. První kolo velmi pravděpodobně vyhrál Tsvangirai, což ale strana ZANU popírá. Před druhým, rovněž nelegitimním kolem voleb, které proběhlo 27. června 2008 Mugabeho jednotky povraždily desítky stoupenců opozice a asi 100–200 tisíc jich vyhnaly z domovů. Mugabe sám navíc výslovně prohlásil, že pokud prohraje volby, půjde do války, takže Tsvangirai nakonec odstoupil a vyzval své voliče, aby k volbám nechodili. Vládní jednotky a stoupenci zavedli před druhým kolem systém značení voličů barvou a registraci čísel volebních lístků, který jim má umožnit překontrolovat, kdo šel k volbám a jak hlasoval, pročež se opozice i zahraniční komentátoři obávají dalšího teroru. Státy EU i řada dalších odmítly výsledek „voleb“ uznat.
Prezident Zimbabwe Robert Mugabe podepsal v Harare 15. září 2008 s opozičním vůdcem Morganem Tsvangiraiem a šéfem odštěpenecké skupiny poslanců Arthurem Mutambarou dohodu o rozdělení vládní moci, která ukončila dlouhodobou politickou krizi v zemi. Novým předsedou vlády Zimbabwe se 11. února 2009 stal Morgan Tsvangirai. Po měsících sporů s prezidentem Robertem Mugabem se tak naplnila dohoda o koaliční vládě.
V roce 2014 došlo ke krátkému oživení ekonomiky. V roce 2016 došlo kvůli ekonomickému kolapsu k uvěznění Mugabeho za podpory armády, ale armáda popřela, že by šlo o vojenský převrat. V témže roce byl povolen pro obchodování americký dolar, jihoafrický rand, botswanská pula, euro, britská libra a další měny. V roce 2018 byla inflace 42 %, v roce 2019 už 175 % a v zemi došlo k občanským nepokojům. Byl znovuobnoven zimbabwský dolar a zakázány cizí měny, což podnítilo obavy o další období hyperinflace. V srpnu 2019 přestala vláda zveřejňovat data o inflaci. Zimbabwská centrální banka na konci roku 2019 uvedla, že roční inflace činí 521 % a že doufá v pokles inflace na 50 % v roce 2020.
Dne 1. ledna 2025 byl po schválení parlamentem a po podepsání prezidentem Emmersonem Mnangagwaou zrušen trest smrti. Poslední trest smrti byl vykonán na začátku 21. století. Sama hlava státu jemu čelila v 60. letech 20. století, když během války za nezávislost na vládě bílé menšiny vyhodil do povětří vlak. Jeho trest byl později změněn na deset let vězení.

## Státní symboly

### Vlajka
Zimbabwská vlajka je tvořena listem o poměru stran 1:2 se sedmi vodorovnými pruhy, v barvách: zelené, žluté, červené, černé a znovu červené, žluté a zelené. Směrem k žerdi je černým, úzkým lemem ohraničený bílý klín (lem je pouze na odvěsnách), v němž je na pozadí červené pěticípé hvězdy ve žluté barvě zobrazen národní symbol Zimbabwe v podobě do mastku vytesaného orla (pravděpodobně orlík kejklíř nebo orel jasnohlasý), přesahující do bílého pole.

### Znak
Zimbabwský státní znak je tvořen zeleným štítem se stylizovanou kresbou ruin Velké Zimbabwe. Ve stříbrné (bílé) hlavě štítu je sedm svislých, zvlněných, modrých pruhů. Nad štítem je velká, pěticípá, červená hvězda, nad ní žlutá soška ptáka, která byla nalezena v ruinách Velké Zimbabwe a žluto-zelená točenice. Štít podpírají zkřížený samopal s motykou a po stranách pár antilop kudu. Antilopy stojí na tmavě žlutém pažitu ozdobeném klasy pšenice, bavlníkem a kukuřičným klasem. Pod štítem je stříbrná (z druhé strany červená) stuha s nápisem "UNITY • FREEDOM • WORK" (česky Jednota, svoboda, práce).

### Hymna
Zimbabwská hymna je píseň Simudzai Mureza wedu WeZimbabwe (česky Vznes náš prapor, vlajku Zimbabwe). Slova napsal Solomon Matswairo a hudbu složil Fred Cangundega.

## Geografie

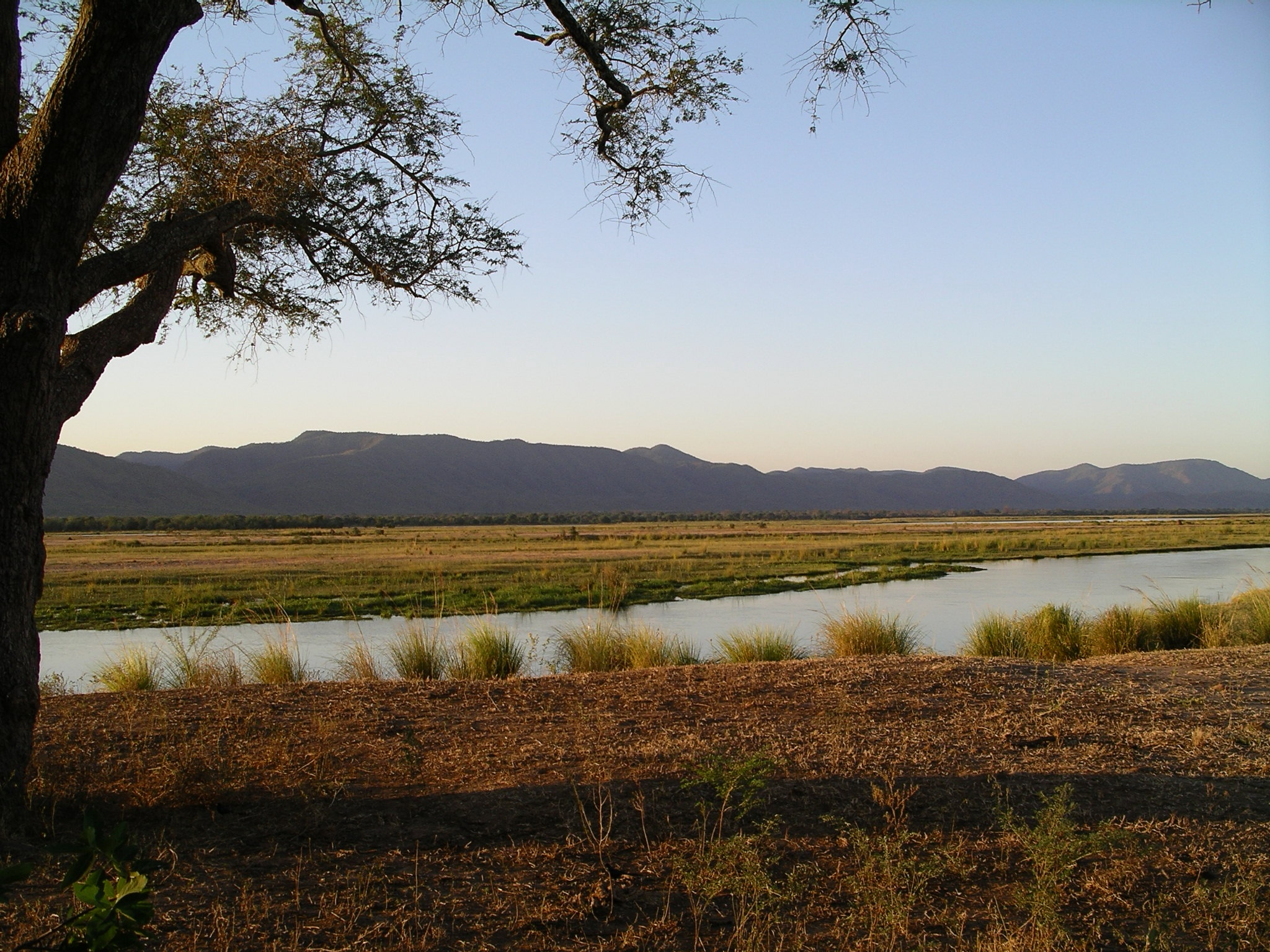
Řeka Zambezi v národním parku Mana Pools

Téměř celé území Zimbabwe zaujímá náhorní plošina Matabele o průměrné nadmořské výšce 1000 až 1200 m. Východní okraj nejvýše ční horou Inyangani (2 592 m n. m.) Na severu se plošina stupňovitě snižuje k údolí řeky Zambezi, na západě spadá k bezodtokové pánvi Makgadikgadi a na jihu klesá k řekám Limpopo a Sabi. Plošina Matabele je zároveň rozvodím řek Zambezi a Limpopo. Zambezi vytvořila známé Viktoriiny vodopády. Na hranicích se Zambií byla postavena obrovská přehradní nádrž Kariba. Podnebí Zimbabwe je tropické, horké. Na severu převládá vliv monzunů, jih je převážně v oblasti pasátů. Tropické podmínky zmírňuje nadmořská výška náhorní plošiny. Průměrná teplota nejteplejšího měsíce října nepřevyšuje většinou 23 °C, v nejchladnějším měsíci červnu kolísá mezi 2 °C až 15 °C, (Harare 22 °C a 14 °C). Srážky přicházejí většinou v létě v množství 500–1000 mm za rok, (Harare 860 mm). Východní svahy plošiny jsou vlhčí, údolí řeky Limpopo sušší.
Nejnižší bod země je ve spojení řek Runde (Lundi) a Save(Sabi) pouhých 162 m n. m. Zimbabwe je státem s velkým počtem řek a vodních ploch, čistě vodní rozloha zabírá 3910 km². Nejdelší řeky jsou Limpopo, Lundi, Sabi a Zambezi.

### Hranice

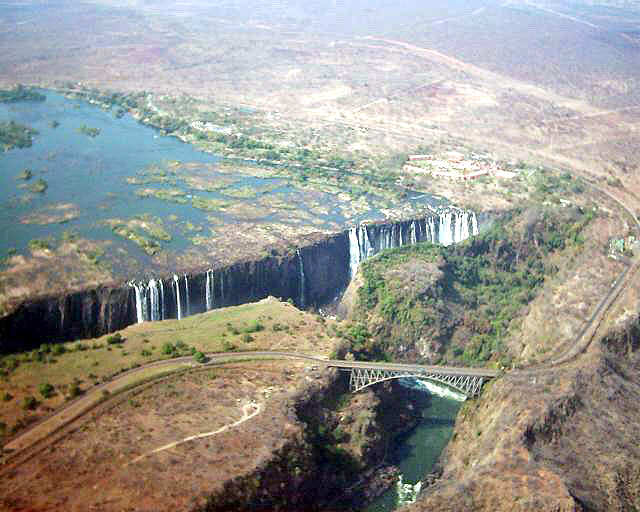
Viktoriiny vodopády, konec horní Zambezi a začátek střední.

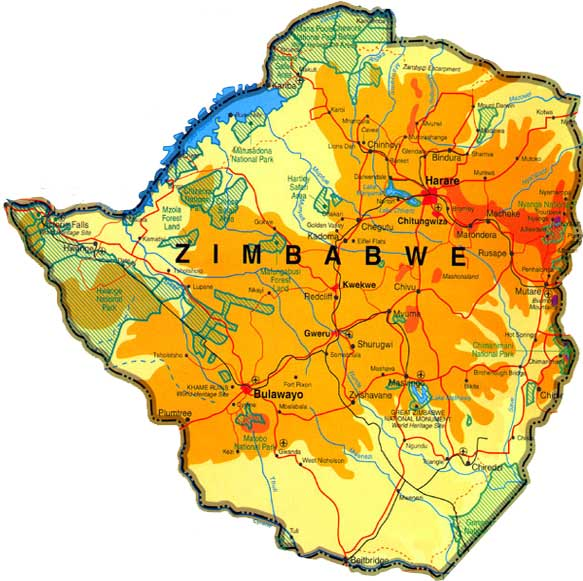
Mapa Zimbabwe – přírodní poměry

Zimbabwe je jihoafrický vnitrozemský stát situovaný mezi ostatními jihoafrickými státy. Hraniční linie má vesměs charakter přirozených hranic, tvoří ji přírodní úkazy. Délka hranice je 3066 km. Na severu a severozápadu sousedí se Zambií (797 km), kde z velké části tvoří hranici nádrž Kariba a dále řeka Zambezi, pohraničí je tudíž vymezeno čistě na přírodních základech. Na severu se napojuje další sousední stát Mosambik (1231 km), s nímž má Zimbabwe nejdelší hranici; táhne se až na jižní okraj. S Mosambikem je hranice utvořena terénními rozdíly. Zimbabwská pohoří přecházejí za hranicemi mírně do sníženin a nižších poloh. Obzvláště ve střední části této hranice je dělítkem mohutný masiv Inyangani se stejnojmennou horou, jež je se svými 2592 metry nejvyšší v Zimbabwe. Další stát, jenž vymezuje území Zimbabwe, je JAR (délka hranic 225 km). JAR a Zimbabwe odděluje řeka Limpopo. Od jihovýchodu se na ohraničení podílí Botswana 813 kilometry. Jen pár kilometrů chybí, aby země sousedila i s Namibií, respektive dotýkala se Namibského pásu Caprivi. Zimbabwe reprezentuje takřka ve všem principy přirozených hranic.
Ohraničení na různých místech oddělují různá etnika. Většinová etnika daných států však na druhé straně reprezentují ve větší části minoritní populaci. Takto rozdělenými etniky jsou u Zambie etnika Lozi a Kunda. Hranice s Mosambikem oddělují především etnika Šona, Kunda, Manyika, Ndau. Na hranicích s JAR je to jednodušší, ohraničení dělí pouze etnika kmene Venda, a to nejen kvůli menší délce hranic, ale i proto, že část tohoto hraničního území není osídlena. Totéž platí i na některých místech mezi Botswanou a Zimbabwe, kde se také dělí hlavně u etnické skupiny Kalanga, Ndebele a některé Khoisanské skupiny, například Hietsware.

## Politika

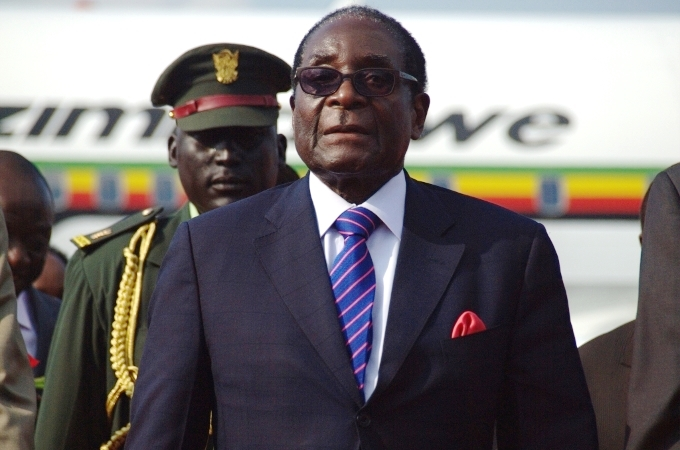
Bývalý dlouholetý prezident Robert Mugabe

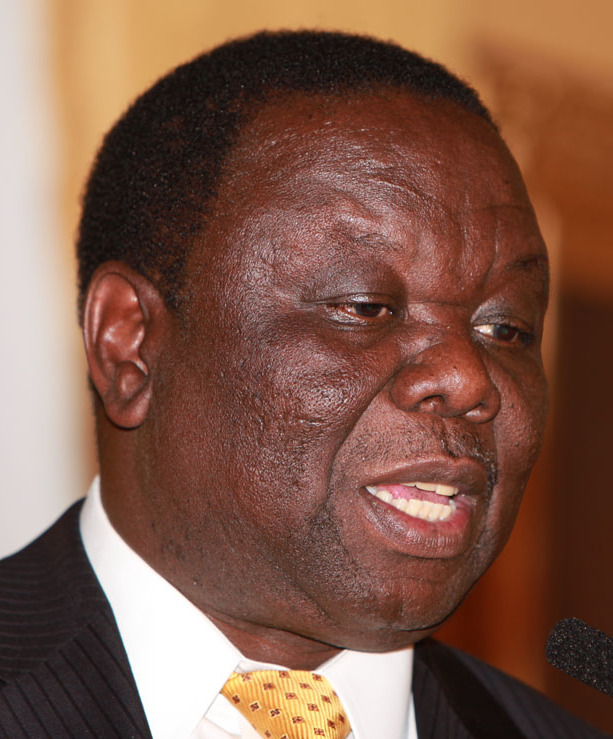
Bývalý a poslední premiér Morgan Tsvangirai (2009)

Zimbabwe je formálně republikou v čele s prezidentem, kterým byl od roku 1987 do roku 2017 Robert Mugabe. Po vojenském převratu v listopadu 2017 Mugabe rezignoval. Před nástupem do funkce prezidenta byl sedm let premiérem. Zemi vedl 37 let, a to od svržení bělošské nadvlády v roce 1980. Mugabeho abdikaci oznámil předseda Národního shromáždění Jacob Mudenda poté, co obdržel od odstupujícího prezidenta rezignační dopis. Prezident byl obviněn z toho, že své manželce Grace Mugabeové připravoval cestu na jeho místo a také byl kritizován, že z důvodu vysokého věku není schopen dále vládnout. Armádě se tento krok nelíbil, a proto převzala kontrolu nad zemí, aby přiměla Mugabeho k odchodu z politiky. Prezidentem se stal generál Emmerson Mnangagwa (24. listopadu 2017). Prvním viceprezidentem je Constantino Chiwenga a druhým viceprezidentem Kembo Mohadi (oba od 28. prosince 2017). Vláda je jmenována prezidentem a zodpovídá se Poslanecké Sněmovně (House of Assembly). Parlament je v Zimbabwe dvoukomorový. Skládá se ze Senátu (83 křesel) a poslanecké sněmovny (120 křesel).
V senátu je 50 křesel z 83 voleno hlasy voličů, 10 provinčních guvernérů nominuje prezident, 16 provinčních zástupců jmenuje prezident a jeho zástupce, z každého kraje kromě Harare a Bulawayo jednoho, a sedm členů jmenuje prezident. Všichni členové jsou voleni nebo jmenováni na 5 let.
Do Poslanecké Sněmovny jsou všichni voleni voliči, a to na pět let.

### Hlavní politické strany a jejich předsedové
- MDC-T – Movement for Democratic Change (Tsvangirai) – Nelson Chamisa (od 15. 2. 2018)
- MDC-N – Movement for Democratic Change (Ncube) – Welshman Ncube
- NPP – National People's Party – Joyce Mujuruová
- PDP – Peoples Democratic Party – Tendai Biti
- TZ – Transform Zimbabwe – Jacob Ngarivhume
- ZANU-PF – Zimbabwe African National Union-Patriotic Front – Emmerson Dambudzo Mnangagwa
- ZAPU – Zimbabwe African Peoples Union – Dumiso Dabengwa
- ZimFirst – Zimbabwe People First – Maxwell Shumba

#### Přehled nejvyšších představitelů
- 18. 4. 1980 – 31. 12. 1987 – Canaan Sodindo Banana – prezident; ZANU
- 31. 12. 1987 – 21. 11. 2017 – Robert Gabriel Mugabe – prezident; ZANU-PF
- od 24. 11. 2017 – Emmerson Dambudzo Mnangagwa – prezident; ZANU-PF

### Administrativní dělení
Zimbabwe se dělí na 8 provincií a 2 města s provinčním statusem. Provincie Zimbabwe jsou:
| - 1 – Bulawayo (město) - 2 – Harare (město) - 3 – Manica - 4 – Střední Mašonsko - 5 – Východní Mašonsko | - 6 – Západní Mašonsko - 7 – Masvingo - 8 – Severní Matabele - 9 – Jižní Matabele - 10 – Střední Zimbabwe |

## Ekonomika

Vývoz Zimbabwe, 2010.

Hospodářství Zimbabwe od roku 2000 pokleslo o třetinu. Země se nachází v obrovské ekonomické krizi, trpí největší inflací na světě vůbec. Na běžném trhu není k dispozici základní zboží a zemí zmítá hladomor. Tyto následky jsou především přisuzovány vůdci Robertu Mugabemu, jenž stojí za pozemkovými reformami z roku 2000, v nichž přerozdělil půdu bílých farmářů do rukou válečných veteránů a svých příznivců. Kdysi na africké poměry výkonné zemědělství s velkokapacitní produkcí obilnin se začalo propadat. Následky těchto reforem se odrážejí na státní inflaci, jež překročila v lednu roku 2008 míru 100 000 %. Kvůli takto vysoké inflaci musí státní banka tisknout bankovky vyšší nominální hodnoty, výjimkou nejsou ani peníze například s hodnotou 1 000 000 (v pondělí 21. července 2008 vstoupila v platnost nová bankovka v hodnotě 100 miliard Z$). Nezaměstnanost je nejvyšší v Africe, její míra je uváděna v průměru 80 %. Ve skutečnosti však naprostá většina nezaměstnaných pracuje v tzv. stínové ekonomice, protože nemusí platit daně.
Hyperinflace dosahovala v lednu 2008 oficiálně 100 850,2 %, neoficiálně však až 150 000 % (v červenci 2008 byla inflace 2,2 milionu procent (zdroj: BBC), v srpnu již 11,27 milionu procent (zdroj: ČT24)). Pod hranicí chudoby žilo 68 % obyvatel. HDP kleslo v roce 2007: −5,6 % a v roce 2008: −14,1 % (přes −8 % v roce 2004). Veřejný dluh dosahuje 260 % HDP 2008. Nezaměstnanost překročila 80 %. Hrubý domácí produkt na osobu v paritě kupní síly byl pouhých 200 USD, což je nejnižší hodnota na světě.
V roce 2009 pak vláda přijala opatření, která vedla k odložení platnosti domácí měny a jako platidlo povolila využívání cizích měn ve snaze zabránit dalšímu šíření inflace. Nejpoužívanějšími se staly americký dolar a jihoafrický rand, dále byly povoleny i botswanská pula, euro, libra šterlinků, čínský jüan, indická rupie, australský dolar a japonský jen. Od systému používání řady zahraničních měn bylo upuštěno v roce 2019, kdy byl jako jedinou měnou prohlášen tzv. RTGS dolar. Ten však trpí inflací a nedůvěrou obyvatelstva, které preferuje USD. V otázce směnných kurzů a v otázce skutečně používaných mincí a bankovek panuje chaotická situace (stav k 04/2020).

### Zemědělství

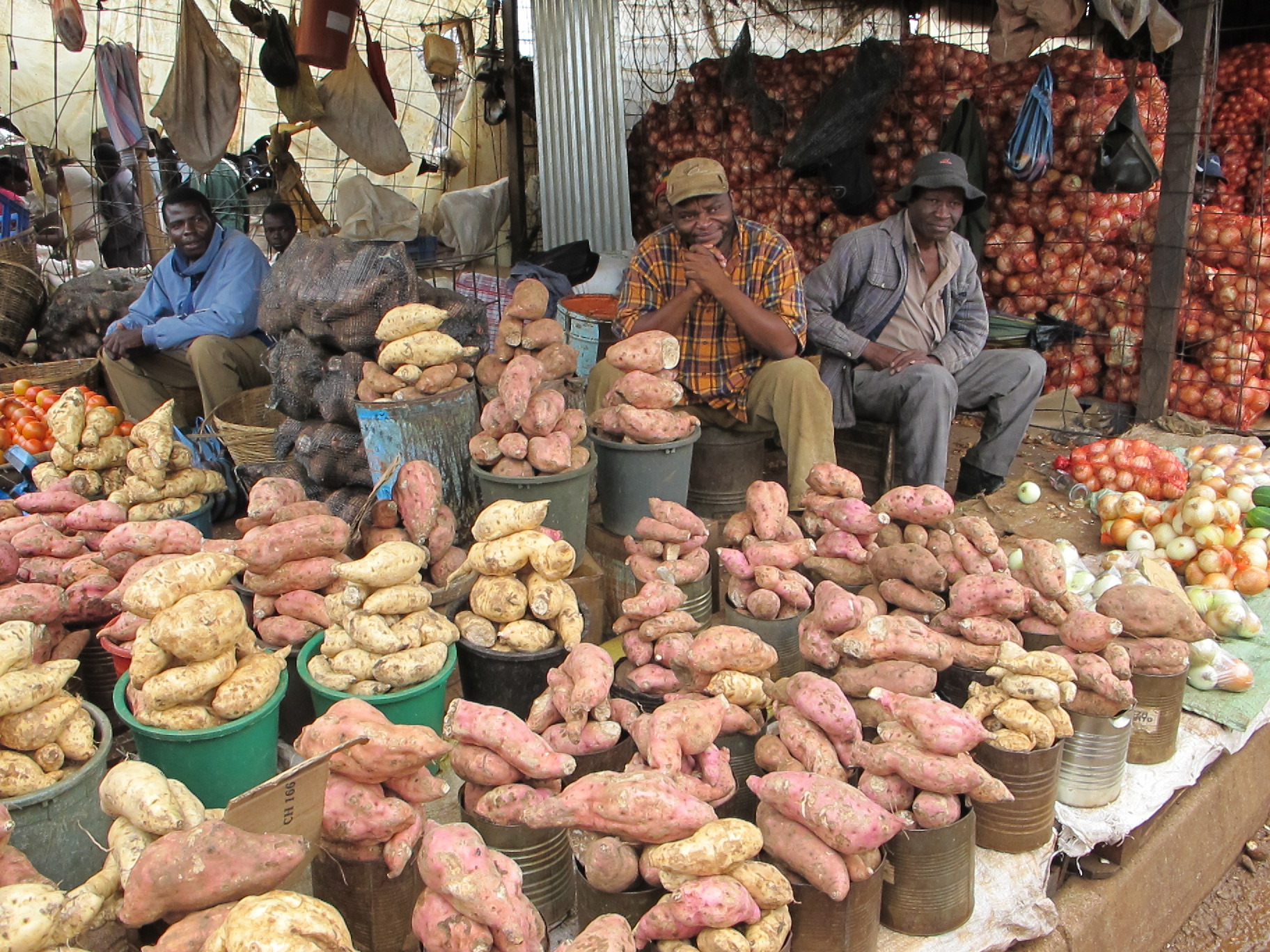
Trh v Mbare na předměstí Harare

Zemědělský sektor se na zdejší ekonomice podílí 66 %. Zemědělství produkuje hlavně obilí, cukrovou třtinu, kukuřici, ale populární komoditou je i tabák. To, co Zimbabwe vypěstuje, především exportuje, bez ohledu na zdejší hladomor. V chovatelském zemědělství se využívají tradičně ovce a kozy, zejména kvůli hornatému charakteru země.

### Průmysl
Průmysl tvoří asi 10 % zdejší ekonomiky. Potýká se taktéž s vysokou neefektivitou. Průmysl má především těžební charakter s ohledem na zdejší nerostné bohatství. V Zimbabwe se těží především zlato, uhlí, nikl, chróm (60 % světových zásob), křemík (90 % světových zásob), měď, cín a další.
Zimbabwe je tranzitní zemí, přes kterou proudí drogy do JAR, především konopí, dále heroin a metamfetaminy z jižní Asie. JAR už z těchto, ale i dalších důvodů umístila na hranicích vojska. Ostatními a hlavními důvody je myšlena především nelegální migrace za prací.
- průmysl funguje asi ze čtvrtiny své kapacity
- jedna cukrová rafinérie spuštěna jeden den v týdnu
- zimbabwské státní dráhy v roce 2005 zavádějí opět provoz deseti parních lokomotiv na uhlí, protože v zemi je příliš drahá ropa

### Hospodářská krize v Zimbabwe
V Roce 2000 započala v Zimbabwe ohromná hospodářská krize, která tuto zemi zmítá dodnes a s jejími následky se bude Zimbabwe potýkat pravděpodobně ještě následující desetiletí.

#### Příčiny vzniku krize
Určit jednu událost jako hlavní příčinu ekonomického kolapsu není možné, jednalo se spíše o soubor akumulovaných ovlivnitelných a neovlivnitelných podmínek. Ty je možné rozdělit do dvou sfér – politické a ekonomické.
Šonové, jako nejpočetnější etnikum v Zimbabwe, jsou výrazně zemědělským národem – právo na obdělávání půdy odvozují z vlastnictví svých dávných předků a z mytologie. V roce 1930, během období britského protektorátu (pod názvem Jižní Rhodesie) byl uzákoněn zákaz černochů získat a vlastnit úrodnou půdu. Ta byla ponechána bílým farmářům (připadlo jim 78 procent nejkvalitnější půdy), původní obyvatelé tedy byli nuceni obdělávat půdu pro zemědělství méně vhodnou. Podobná situace se udála i v Keni, kde došlo od britské koloniální správy k podobnému aktu. Robert Mugabe, jako předseda Afrického národního svazu Zimbabwe (ZANU), od začátku jednání o nezávislosti požadoval navrácení půdy většinovému obyvatelstvu, díky čemuž také získal jeho širokou podporu.
V roce 1980, kdy Zimbabwe získalo nezávislost, došlo k dohodě mezi ZANU a odcházející britskou správou, která stanovovala postupný přesídlovací program. Během prvních deseti let byl však tento proces velmi pomalý. Na počátku vlastnilo šest tisíc bělošských farmářů 39% půdy a 4 miliony domorodých obyvatel 41% půdy. Během tohoto procesu byli bělošští farmáři, jimž byla půda odebrána, odškodněni, zároveň ale museli na odebrání přistoupit (jde o tzv. metodu willing buyer, willing seller). Nedostatek financí a korupce v zimbabwské vládě však přispěli k postupnému úpadku této politiky.
Ke klíčové události došlo v roce 1997 ve Velké Británii, kde se po volbách dostala k vládě Labour Party Tonyho Blaira. Tato vláda se zřekla závazků dohodnutých v roce 1980, čímž se proces přerozdělování zcela zastavil. Vláda však byla o nutnosti nové pozemkové reformy přesvědčena, proto na následující rok svolala konferenci, které se zúčastnili zástupci OSN, Světové banky, Evropské komise a představitelé 23 států. Ti se zavázali poskytnout finanční pomoc, která však byla podmíněna uvolněním seznamů farem a dalších klíčových informací. K tomu nakonec nedošlo, otázka pozemkové reformy byla kvůli nepokojům a referendu o nové ústavě na dva roky odložena.
Dalším důležitým faktorem byly ekonomické změny, které se v Zimbabwe od získání nezávislosti odehrávaly. V prvním desetiletí HDP (až na výjimky) stabilně rostlo, i proto se na jeho konci vláda rozhodla zvýšit investice do sociálního sektoru a náklady na válku se sousedním Mosambikem. Následkem byl rapidní pokles HDP, na což vláda v roce 1990 reagovala zavedením ESAP (= ekonomický program strukturální úpravy), jenž měl ekonomiku znovu nabudit. Tento program byl zaváděn v ostatních afrických státech už dříve, všude zahrnoval sérii opatření, mezi která patřila liberalizace trhu, uvolnění kontrol obchodu či snížení výdajů vlády na podporu určitých aspektů obchodu. Programy ESAP, s jejichž pomocí měla být Afrika připojena ke světovému trhu, byly často vnuceny Mezinárodním měnovým fondem či Světovou bankou, které poskytovaly finanční podporu na oplátku za jejich zavedení. V naprosté většině případů (uveďme například Malawi v 70. letech) však necitlivý program způsobil ekonomický kolaps, což se stalo i v Zimbabwe. Přestože zahraniční podpora posílila domácí měnu a vzrostl také dovoz, na místní obchodníky měl vysoce negativní dopad růst cen a úrokových sazeb. Stejně tak se stát potýkal v bludném kruhu stále se zvyšujících dluhů a jejich úrokové míry. Ani souběžně běžící sociálně motivovaný program SDA (= Social Dimensions of Adjustment) nedokázal zvrátit dopady ESAP.
Prakticky ve všech odvětvích hospodářství byl znatelný výkonnostní pokles oproti 80. letům. Období extrémního sucha v letech 1992 a 1995 jen přililo olej do ohně vznikající ekonomické krize, která započala roku 1997 a technicky skončila o tři roky později. Přesto byla jen předvojem toho, co přišlo o pár let později.
V listopadu 1997 nastal tzv. černý pátek, kdy zimbabwský dolar ztratil 71,5 % své hodnoty oproti americkému dolaru. Tento propad a zhroucení měnového trhu bylo zapříčiněno masivním odlivem zahraničního kapitálu v důsledku obav o životaschopnost zimbabwské ekonomiky poté, co neustále rostl nedostatek financí na naplňování vládních programů.
Největším problémem byl fakt, že v rámci přísunu finanční pomoci ze zahraničí byla zimbabwská vláda nucena podnikat konkrétní kroky, které však výrazně narušovaly plynulý mikroekonomický život. Následně docházelo k nátlaku obyvatelstva na vládu za lepší podmínky, k nimž však znovu vedly kroky nekompatibilní se zahraničními makroekonomickými požadavky.

#### Průběh a dopady krize
První akce obsazování farem, vedené převážně veterány z války o nezávislost nespokojenými s novým nefunkčním penzijním systémem, byly vedeny v únoru roku 2000. Během prvních deseti dní bylo zabráno více než 400 farem, obsazování se však v naprosté většině případů odehrávalo nenásilně. Ačkoliv bylo Vrchním soudem Zimbabwe zabírání prohlášeno za nelegální, policie proti němu nijak nezakročila.
Dopady byly fatální na všechny oblasti života. Po ekonomické stránce došlo po roce 2000 k prudkému poklesu HDP (celkově o 40 %) a zemědělské (převážně po zrušení velkých farem v roce 2002) i průmyslové produkce („V roce 2005 Zimbabwe vyrábělo méně průmyslových výrobků než v roce 1971, kdy v zemi žila sotva polovina dnešního obyvatelstva.“).
V obchodech byl nedostatek základních potravin, stejně jako pohonných hmot. Vyčerpání devizových rezerv spojené s přerušením zahraniční pomoci (započaté na podzim 2001, kdy kvůli manipulaci s financemi určenými na rozvoj přerušil pomoc MMF) mělo za následek růst inflace, který před opatřeními z roku 2004 dosáhl výše 623 %. Vláda reagovala zavedením cenového stropu na vybrané základní komodity, to však vedlo k jejich ještě většímu nedostatku. Hladina inflace však stále narůstala, až přerostla do hyperinflace s hodnotami okolo 100 000 % v létě 2007 a rekordních 89 trilliard procent ročně o rok později. Oficiální směnný kurz dolaru zimbabwského vůči americkému se v roce 2008 vyšplhal na 45 milionů jednotek ku jedné, po získání nezávislosti byla parita téměř rovnocenná. Po měnové reformě v roce 2007 přestala centrální banka emitovat mince a bankovky, do oběhu se dostávaly už jen náhradní šeky na doručitele s omezenou dobou platnosti. Tento krok byl způsoben i nedostatkem peněz na nákup inkoustu a papíru. V lednu 2009 nakonec vláda odstoupila od zákazu obchodování s cizí měnou – tento krok ekonomice výrazně pomohl, inflace spadla na mírnou úroveň.
Během celé doby se vláda snažila zavádět nové a nové programy na podporu hospodářství, ty však kvůli nedostatku prostředků nebyla schopna kvalitně realizovat. Zimbabwe se točilo v bludném kruhu neúspěchů, do kterého se přidala upadající turistika a příjmy z ní, zhoršující se kvalita zdravotnictví a infrastruktury, zvyšující se počet nakažených HIV/AIDS nebo snížení střední délky života o více než 25 let. V roce 2006 žilo téměř 80 % obyvatelstva pod hranicí chudoby.
Mezi pochopitelné důsledky krize byly časté protesty obyvatel, trpících nedostatkem potravin a elektřiny. Mezi lety 2000 a 2008 zároveň probíhaly boje za národní osvobození vedené Vlasteneckou frontou Afrického národního svazu Zimbabwe (ZANU-PF).

Od roku 2009 dochází k pomalému růstu a opětovné stabilizaci ekonomiky a vlastně celé země. Přesto se země od minulého roku 2016 znovu ocitá v období ekonomické krize, ta však nedosahuje síly a závažnosti té, která probíhala mezi lety 2000 (případně v lehčí formě už 1997) a 2008.

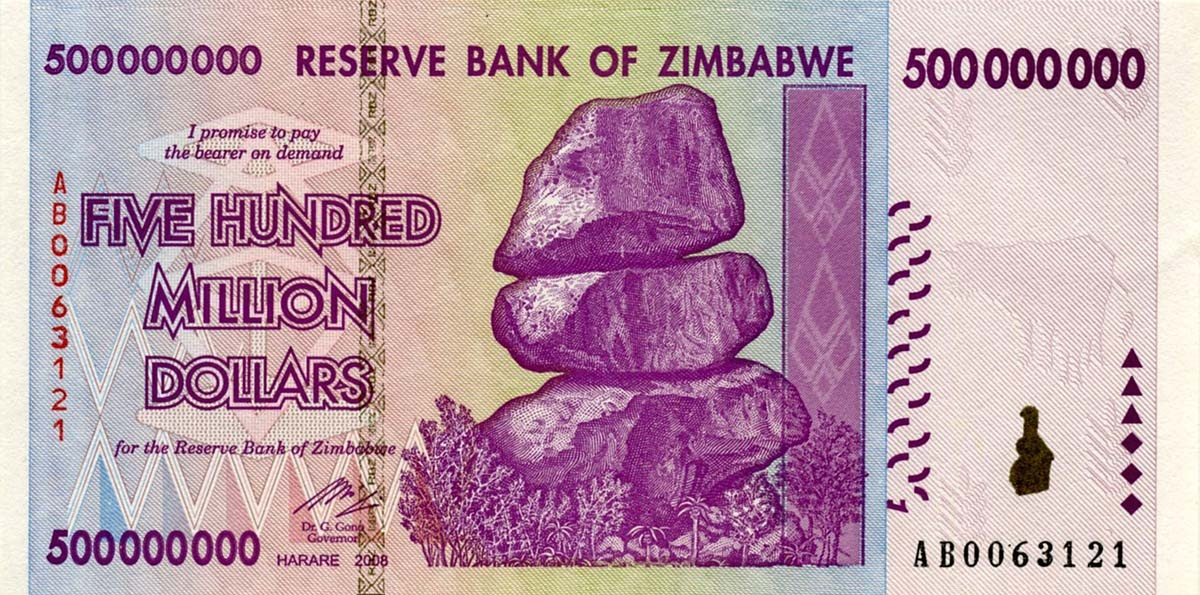
Zimbabwská hyperinflace, 2008.
Zimbabwská inflace, 2018.

## Obyvatelstvo

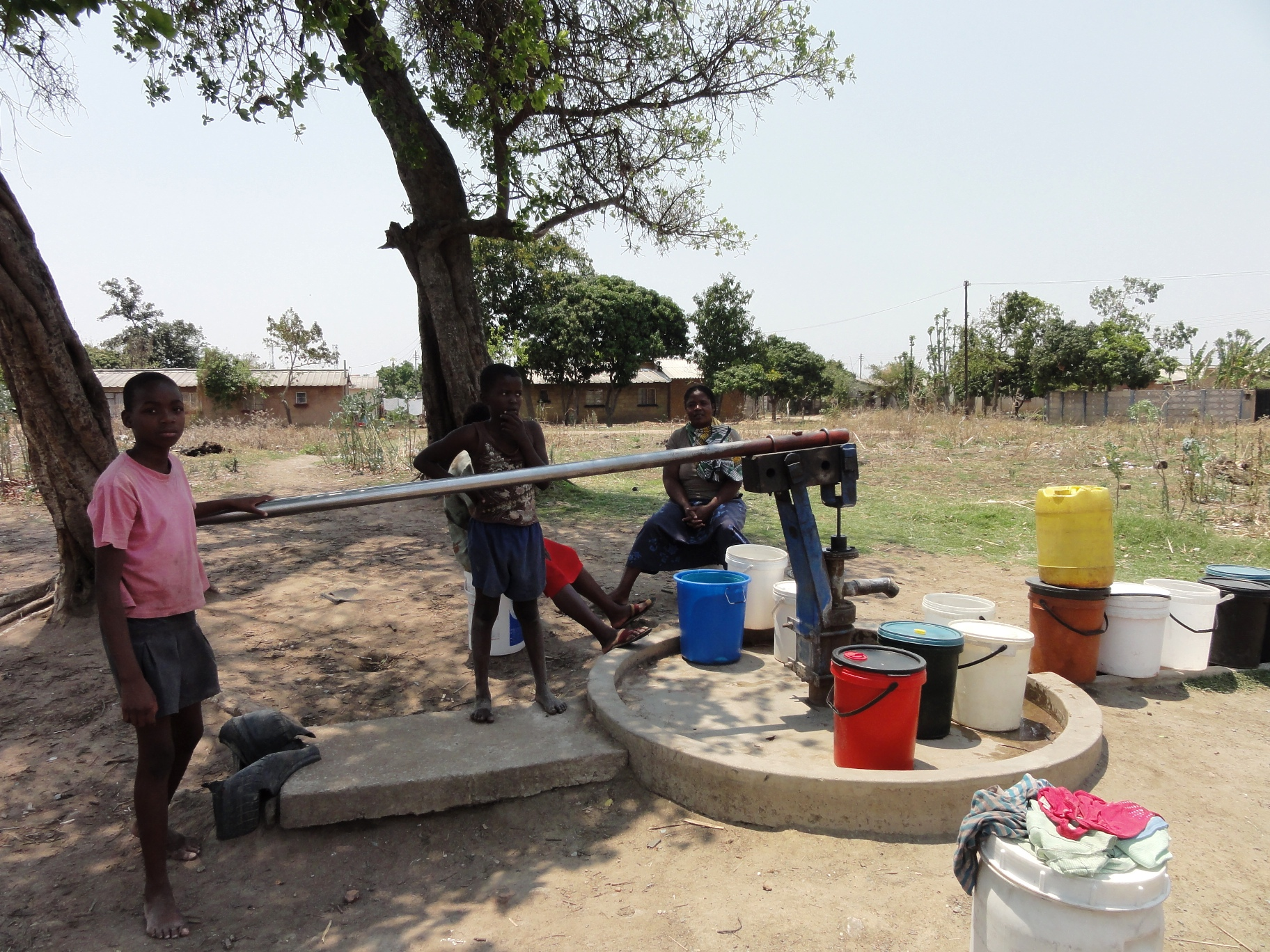
Skupina žen a dětí v Nortonu, Zimbabwe

Zimbabwe je země s 12,38 miliony obyvatel. Úředním jazykem je angličtina, ale mimo úřady se obyčejně používají bantuské jazyky většinových etnik. Nejpočetnějším etnikem je Shona (Šona), které tvoří čtyři pětiny celkového obyvatelstva a používá jazyk šonštinu. Druhým nejpočetnějším etnikem je Ndebele, žijící převážně v západní části země, používající jazyk Sindebele (též Ndebele). Ostatními, už minoritními etniky jsou Nyanja, Lozi, Nsenga, Tonga, Tswa, Venda, Manyika, Kunda, Kalanga ad. Všechna tato etnika spadají do nigero-konžské jazykové rodiny. Kromě bantuských klanů zde žije i domorodé obyvatelstvo z khoisanské rodiny a to klan Hietsware a evropské obyvatelstvo, převážně Angličané jako pozůstatek koloniální minulosti.

### Neafrické obyvatelstvo
Obyvatelstvo Zimbabwe tvoří také běloši většinou britského, ale také afrikánského, portugalského, řeckého a nizozemského původu. Bílá populace dosáhla svého vrcholu v roce 1975 (pět let před získáním nezávislosti země). V roce 1975 tvořili běloši 5,5 % populace země s asi 296 000 obyvateli. Po získání nezávislosti a katastrofální vládě Roberta Mugabeho jich v roce 1999 v zemi zůstalo 120 000 a v roce 2002 už podle censu tvořili méně než 50 000. Většina emigrace směřovala do anglofonních zemí jako JAR, Austrálie, Nový Zéland a Spojené království. Tento dramatický pokles byl způsoben rozsáhlým vyvlastňováním půdy bílých statkářů a dosazováním prezidentových nohsledů na jejich místa. To byla také hlavní příčina postupného rozkladu a nakonec úplného ekonomického kolapsu Zimbabwe. V současnosti je počet bílého obyvatelstva v Zimbabwe zanedbatelný.
Před začátkem ekonomické krize na konci devadesátých let tvořili míšenci 0,5 % obyvatel (50 000) a Asiaté, převážně Číňané a Indové, také 0,5 % (40 000). Asijští imigranti byli ekonomicky úspěšní, podobně jako v jiných zemích především ve východní Africe. V současnosti tvoří obě skupiny méně než 0,01 % obyvatel, protože po zhroucení ekonomiky společně s bílými a třemi až čtyřmi miliony černochů utekli do zahraničí.

### Náboženství
| Náboženství v Zimbabwe | Náboženství v Zimbabwe | Náboženství v Zimbabwe | Náboženství v Zimbabwe | Náboženství v Zimbabwe |
| ---------------------- | ---------------------- | ---------------------- | ---------------------- | ---------------------- |
| náboženství            |                        |                        | procent                |                        |
| Protestantismus        | Protestantismus        |                        | 63 %                   | 63 %                   |
| Římskokatolická církev | Římskokatolická církev |                        | 17 %                   | 17 %                   |
| Etnická náboženství    | Etnická náboženství    |                        | 11 %                   | 11 %                   |
| Bez vyznání            | Bez vyznání            |                        | 7 %                    | 7 %                    |
| Ostatní                | Ostatní                |                        | 2 %                    | 2 %                    |

Zimbabwské obyvatelstvo se nábožensky orientuje na vlastní synkretické náboženství s prvky křesťanství a místního animismu. Takto definované náboženství vyznává asi polovina místních obyvatel, ostatní vyznávají buďto křesťanství, anebo domorodá náboženství zvlášť.
Podle statistiky z roku 2015 je náboženská příslušnost v Zimbabwe následující: protestantské církve 74,8 % (zahrnuje apoštolské církve 37,5 %, letniční církve 21,8 %, ostatní protestantské církve 15,5 %), římští katolíci 7,3 %, ostatní křesťané 5,3 %, tradiční africká náboženství 1,5 %, muslimové 0,5 %, ostatní náboženství a bez vyznání 10,6 %. Náboženská praxe je podobně jako v okolních zemích složitější: mnoho křesťanů vyznává zároveň některé z tradičních náboženství (vícečetná náboženská identita), případně synkretismus křesťanství a tradičního náboženství. Tradiční zimbabwské náboženství se dělí do mnoha větví: společným prvkem je víra v duchy, kteří koexistují vedle lidí, jsou prakticky všude a ovlivňují materiální svět i budoucnost lidí. Lidé vyznávají nejvyššího Boha (proto je tradiční zimbabwské náboženství jednoduše synkretizovatelné s křesťanstvím). Po fyzické smrti se nesmrtelná lidská duše odebírá mezi předky. Vedle rozličných synkretismů a eklekticismů v Zimbabwe existuje také africké čarodějnictví, zejména v jihoafrické formě.

### Zdraví
Průměrná šance na dožití je 39 let a jak je v jižní Africe typické, oproti vyspělým státům vyššího věku dosahují muži. Ti se dožívají v průměru 40,9 let, ženy 38,5 let. Gramotnost dosahuje devadesáti procent a opět není výjimkou, stejně tak jako v ostatních rozvojových státech, že muži mají vyšší úroveň vzdělání. Na jednu matku připadají tři narozené děti.
Velkým problémem v Zimbabwe je výskyt nemocí, a to převážně AIDS, kterou je postiženo zhruba 27 % populace, a v současnosti i cholera, jíž je podle WHO nakaženo přes 40 tisíc lidí.